# Scozia-Inghilterra (1872)
La partita Scozia-Inghilterra del 30 novembre 1872, conclusa 0-0, viene considerata il primo incontro ufficiale mai disputato tra due rappresentative nazionali di calcio. Tale primato è riconosciuto dalla UEFA e dalla FIFA, ma è contestato dalle due nazionali, che considerano come primo incontro quello svoltosi all'Oval di Londra il 5 marzo 1870.

## La partita
La partita si svolse il 30 novembre 1872 a Partick (un sobborgo di Glasgow oggi parte della città), in Scozia, all'Hamilton Crescent, campo da gioco del West of Scotland Cricket Club, davanti a 4 000 persone; l'ingresso costava uno scellino.
Tutti i giocatori scozzesi provenivano dal Queen's Park, mentre i giocatori inglesi provenivano dall'Hertfordshire Rangers (Robert Barker), dal Notts County (Ernest Greenhalgh), dagli Harrow Chequers (Reginald Courtenay Welch), dall'Oxford University (Frederick Chappell, Arnold Kirke-Smith, Cuthbert Ottaway), dai 1st Surrey Rifles (William Maynard), dal Cambridge University (John Brockbank), dallo Sheffield Wednesday (Charles Clegg), dal Crystal Palace (Charles Chenery) e dal Barnes Club (Charles Morice).
L'arbitro era lo scozzese Willy Keay, la Scozia e l'Inghilterra non avevano un CT, ma erano governati da un comitato.

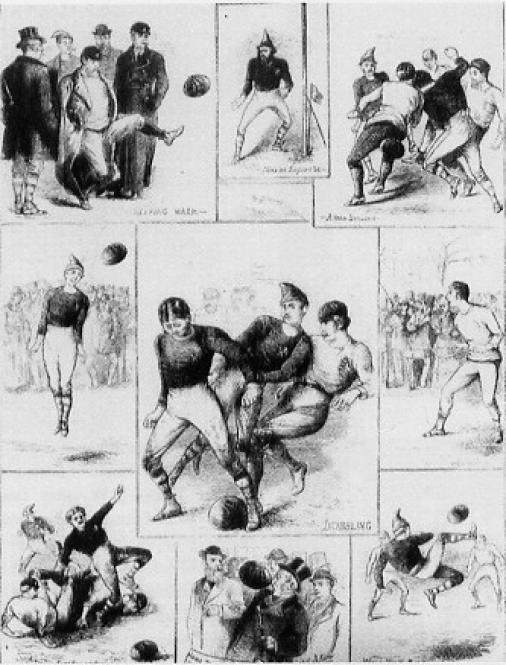
Un'illustrazione della partita Scozia-Inghilterra all'Hamilton Crescent.
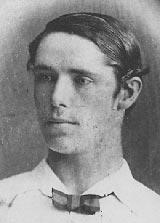
Cuthbert Ottaway, primo capitano dell'Inghilterra.

## Tabellino
| Arbitro: | Keay |

|                                                                                      |            |                                                                                             |
| Gardner Ker Taylor Thomson J. Smith R. Smith Leckie Rhind MacKinnon Weir Wotherspoon | Formazioni | Barker Greenhalgh Welch Chappell Maynard Brockbank Clegg Kirke-Smith Ottaway Chenery Morice |
| Commissione Tecnica                                                                  | Allenatori | Commissione Tecnica                                                                         |